# Teen vọng cổ
"Teen vọng cổ" là một bài hát của ca sĩ Vĩnh Thuyên Kim, nằm trong album 180° Change phát hành vào năm 2009. Ca khúc do nhạc sĩ Trần Anh Khôi sáng tác theo phong cách nhạc pop kết hợp với nhạc trẻ, vọng cổ và rap.
Tại thời điểm ra mắt, "Teen vọng cổ" nhanh chóng thu hút nhiều người nghe, đặc biệt là giới trẻ. Bài hát đồng thời nhận về những ý kiến chỉ trích từ công chúng lẫn giới chuyên môn vì tính nghệ thuật của nó và được ví như là "thảm họa nhạc Việt". Nhiều clip hát lại nhạc, chế nhạc và các sáng tác ăn theo đã lan truyền, trong đó bản hát nhép của Don Nguyễn là thành công nhất và giúp cho bản gốc nhiều người biết đến.
"Teen vọng cổ" gắn liền với tên tuổi của Vĩnh Thuyên Kim và lọt vào "Top 10 ca khúc của năm" tại Zing Music Awards. Bài hát cũng đưa cô trở thành một trong những ca sĩ "đắt show" nhất thời điểm đó và đem về cho nữ ca sĩ giải "Nữ ca sĩ triển vọng" của Zing.

## Bối cảnh và sáng tác
Ca sĩ trẻ Nguyễn Thị Bích Trâm đã ký kết hợp đồng với bầu sô Vĩnh Thuyên và bắt đầu hoạt động âm nhạc từ năm 2007, đồng thời được cho mượn tên làm nghệ danh (Vĩnh Thuyên Kim). Đây là ca sĩ nữ thứ hai sau ca sĩ trước đó là Uyên Trang mà ông dẫn dắt. Sau 3 năm hoạt động và phát hành tới 3 album nhạc, lúc này Vĩnh Thuyên Kim vẫn chưa được công chúng biết đến nhiều.
Vĩnh Thuyên đã quyết định thay đổi hình tượng của nữ ca sĩ bằng việc sản xuất album mang tên 180° Change, trong đó yêu cầu Vĩnh Thuyên Kim phải cắt tóc dài và chuyển sang phong cách tomboy bởi "ai cũng là công chúa – hoàng tử, điều quan trọng là phải tạo ra sự khác biệt từ style nhạc đến trang phục". Ông cũng yêu cầu cô tập các bài thể lực và luyện vũ đạo, "vừa nhảy vừa hát" vì cho rằng người ta "đi xem ca nhạc chứ ít ai nói đi nghe ca nhạc. [Khán giả] sẽ cảm thấy xúc phạm khi phải bỏ tiền ra để xem nhép". Với suy nghĩ đem đến "tính lạ để hấp dẫn người nghe", Vĩnh Thuyên đã dành thời gian đi tìm hiểu thị hiếu âm nhạc ở từng vùng miền khác nhau để tạo ra một ca khúc "hợp gu" với ca sĩ mà ông cho rằng "không có nhiều tố chất trở thành ca sĩ" và cần phải "có chiêu để thành danh".
Trong thời gian đi tìm mua những ca khúc mới, Vĩnh Thuyên đã hợp tác với nhạc sĩ Trần Anh Khôi và có dịp nghe một bản nháp của "Teen vọng cổ". Ban đầu, ca khúc được nhạc sĩ Anh Khôi ký tặng cho ca sĩ Du Sĩ Ka; Vĩnh Thuyên sau đó yêu cầu viết lại toàn bộ bài hát vì cho rằng phần nội dung và ca từ chưa ổn dù vẫn giữ nguyên tên như ban đầu. Trong một cuộc phỏng vấn, Vĩnh Thuyên Kim từng tiết lộ lý do nhạc sĩ viết bài hát là vì "muốn khơi lại [...] tình yêu đối với dòng nhạc dân tộc", cũng như cho biết ý định kết hợp giữa các thể loại nhạc phổ biến ở mỗi thế hệ một cách "hài hòa" và khẳng định bài hát đã được "cả 3 thế hệ yêu mến".
Bài hát mang phong cách nhạc pop kết hợp vọng cổ và rap. Với độ dài 3:03 (3 phút 03 giây), lời của "Teen vọng cổ" lặp lại hai lần suốt thời gian phát nhạc, trong đó đáng chú ý là phần điệp khúc khi chuyển từ nhạc trẻ sang vọng cổ một cách "bất thường không báo trước" cùng giai điệu xen lẫn giữa nhạc rap và vọng cổ. Ca từ của ca khúc được thể hiện một cách nhí nhảnh và đáng yêu, với các từ như "nhiều", "điều" bị hát thành "nhìu", "đìu". Nội dung bài hát xoay quanh những nỗi lòng và tâm tư một cô gái với bạn trai khi "xa anh mới ban chiều" và "lòng buồn vu vơ", cũng như mơ ước về một tương lai hạnh phúc cùng chàng trai "đi đến cuối con đường". Lời bài hát được mô tả là chỉ "đếm trên đầu ngón tay" và "dễ nhớ", cũng như "mộc mạc", "dễ mến"; "rất gần gũi với những cô cậu mới bước chân vào lãnh địa của tình yêu".

## Phát hành
"Teen vọng cổ" lần đầu được đưa vào album thứ tư của Vĩnh Thuyên Kim, 180° Change, phát hành khoảng cuối 2009 – đầu 2010. Album khi mới ra mắt đã tạo nên một "hiệu ứng nhẹ" nhưng nhanh chóng "lặn tăm". Ông bầu Vĩnh Thuyên phải đi "rải" ca khúc trên nhiều diễn đàn và trang web âm nhạc khác nhau, đồng thời thuê Don Nguyễn, khi đó đang là một "ngôi sao" mạng, tạo ra bản hát nhép từ ca khúc với giá vài trăm USD. Clip hát nhép này sau đó được đăng tải lên YouTube, thành công gây sự chú ý từ cộng đồng mạng và được coi là một "giai điệu lạ" trên thị trường âm nhạc Việt Nam tại thời điểm.
Tuy nhiên theo Vĩnh Thuyên Kim, ca khúc lần đầu xuất hiện và trình diễn tại một show diễn của cô ở Hải Phòng. Trong quá trình di chuyển đến show ở tỉnh khác, cô và bầu sô đã vô tình nghe được bài hát và quyết định chọn nó để trình diễn thử trước khán giả. Bản demo của ca khúc sau đó được đăng tải lên Zing MP3 và trở nên nổi tiếng khi đứng top 1 bảng xếp hạng nền tảng suốt hai tháng liên tiếp. Trước đó, Vĩnh Thuyên Kim mới chỉ gửi bản demo trên cho giám đốc của trang web nghe thử, nhưng sau khi bật cho cả công ty cùng nghe, mọi người đều "yêu thích" ca khúc và nó được "up đại lên" ngay sau đó.

## Tiếp nhận

### Công chúng
Thời điểm ra mắt, "Teen vọng cổ" đã nhanh chóng thu hút nhiều người nghe, đặc biệt là giới trẻ, với giai điệu nhí nhảnh cùng ca từ dễ nghe và dễ hiểu. Doanh thu tác quyền cho việc sử dụng bài hát làm nhạc chuông, nhạc chờ được tiết lộ lên tới 1 tỷ đồng/năm – con số kỷ lục lúc bấy giờ. Bài hát đã xuất hiện với tần suất dày đặc và "ở bất kỳ đâu". Bản hát nhép của Don Nguyễn cũng góp phần giúp bài hát gốc được biết đến nhiều hơn và là clip hát nhép thành công nhất từ trước đến nay của anh.
Dù vậy, đa số các đánh giá về bài hát đều là chỉ trích và tác phẩm bị coi là "thảm họa nhạc Việt" hay "thảm họa V-pop" bởi nội dung sến sẩm cùng sự kết hợp "nửa Tây nửa ta khá thô kệch". Ra đời trong hoàn cảnh nhiều bài hát được coi là "thảm họa" khác như "Da nâu" của Phi Thanh Vân hay "Nói dối" của Phương My, bài hát đã bị đánh giá là "siêu nhảm" và "[như] nồi lẩu thập cẩm". "Teen vọng cổ" còn bị cộng đồng mạng xếp vào "Ba ca khúc kinh khủng nhất của làng nhạc Việt 2009". Thế nhưng NSND Bạch Tuyết lại dành lời khen ngợi cho bài hát vì nó chứng tỏ sự quan tâm của công chúng đối các loại hình nghệ thuật dân gian truyền thống. Đáp lại những lời chỉ trích, Vĩnh Thuyên cho biết ông vẫn "làm việc tuân theo nguyên tắc của thị trường" và "có điều gì khán giả cần [thì] sẽ đáp ứng". Ca sĩ Vĩnh Thuyên Kim cũng lên tiếng phân trần rằng bài hát của cô không có gì dung tục mà chỉ kể về câu chuyện tình yêu trong sáng và kêu gọi một sự cởi mở hơn đối với sự đổi mới, "liều lĩnh" trong âm nhạc.

### Báo chí
Các tờ báo tại Việt Nam đã viết những bài viết phê phán và thể hiện phản ứng tiêu cực đối với "Teen vọng cổ". Bài viết của báo Hànộimới nhận định việc bài hát trở nên nổi tiếng là vì "thái độ dễ dãi của công chúng", "thiếu sự phản ứng cần thiết [...] và thái độ lao động nghệ thuật không nghiêm túc của nghệ sĩ". Báo Bạc Liêu cũng đánh giá ca khúc là "tân nhạc và cổ nhạc xen lẫn vào nhau, nội dung lại không rõ ràng, sáo rỗng" và phê phán "gu" âm nhạc của giới trẻ khi "đón nhận [bài hát] một cách thích thú". Trong bài phỏng vấn cho báo Tuổi Trẻ, nhà thơ Đỗ Trung Quân nhìn nhận các bài nhạc "nhảm", trong đó lấy "Teen vọng cổ" làm ví dụ, chỉ là "trò đùa vui của các bạn trẻ" và sớm "rồi cũng quên". Bài viết trên Báo Cần Thơ đã chỉ trích Kim Tử Long khi biểu diễn lại ca khúc dưới sáng tác của Trần Anh Khôi và soạn giả Tô Thiên Kiều trong chương trình Nghệ sĩ và tri âm trên kênh LA34, đồng thời nhận định ca khúc là một sự "nhạo báng" đối với vọng cổ.
Tuy nhiên, đối lập với những ý kiến trên, bài phân tích "Teen vọng cổ" trên RFA lại phê bình giới báo chí vì quá gay gắt với bài hát, cho biết Việt Nam còn thiếu các nhà đánh giá chuyên môn ở nhiều lĩnh vực khác nhau, khiến cho nhận định của báo chí trở nên "một chiều, khiên cưỡng và khập khiễng". N nhiều người trẻ được phỏng vấn cũng nói rằng ca khúc chỉ "nghe để vui tai" chứ "không thích" và không đại diện cho tình trạng nhận thức của họ. Nhạc sĩ Tuấn Khanh thì lấy bài hát làm một trong những thí dụ cho "nền âm nhạc Việt Nam đang bế tắc [...] bởi vì không có cửa ra cho tác phẩm tử tế".

## Trình diễn trực tiếp
Nhờ sự nổi tiếng của bài hát, Vĩnh Thuyên Kim trở thành cái tên nổi bật tại nhiều sân khấu hội chợ lớn nhỏ cả trong nước và hải ngoại. Cô cũng được xưng danh là "ngôi sao hội chợ" thời điểm bấy giờ. Trong thời kì đỉnh cao nhất của sự nghiệp, Vĩnh Thuyên Kim đã đi trình diễn ca khúc từ Bắc vào Nam với ba đến bốn show mỗi ngày, thậm chí có ngày nhiều nhất lên đến 11 show và phải truyền nước biển mỗi lần máy bay đáp xuống để lấy sức đi diễn tiếp. Vĩnh Thuyên Kim từng tiết lộ vì chạy show đến nhiều tỉnh thành khác nhau nên cô có vài lần gặp tai nạn giao thông và phải đổi xe liên tục chỉ vì bị "hối thúc chạy show".
"Teen vọng cổ" đã được phát trong chương trình ca nhạc Thế giới Vpop trên kênh BTV2. Bài hát cùng với hai sáng tác khác cũng được nữ ca sĩ biểu diễn tại đêm nhạc Asia Pop Concert 2011 phát trên đài MBC (Hàn Quốc), nhận về những ý kiến trái chiều từ khán giả quê nhà. "Teen vọng cổ" xuất hiện tại Gala chương trình Cùng nhau tỏa sáng do Vĩnh Thuyên Kim thể hiện với tư cách là khách mời năm 2014. Cô cũng biểu diễn bài hát trong chương trình Người nghệ sĩ đa tài năm 2016 và đoạt giải quán quân năm đó. Vào năm 2020, Vĩnh Thuyên Kim đã cùng với rapper Long B phối bài hát theo phong cách hip hop trong chương trình Chinh phục thần tượng của THVL và sau đó hát lại ca khúc tại một tập của chương trình Ca sĩ bí ẩn trên HTV7.

## Trong văn hóa đại chúng

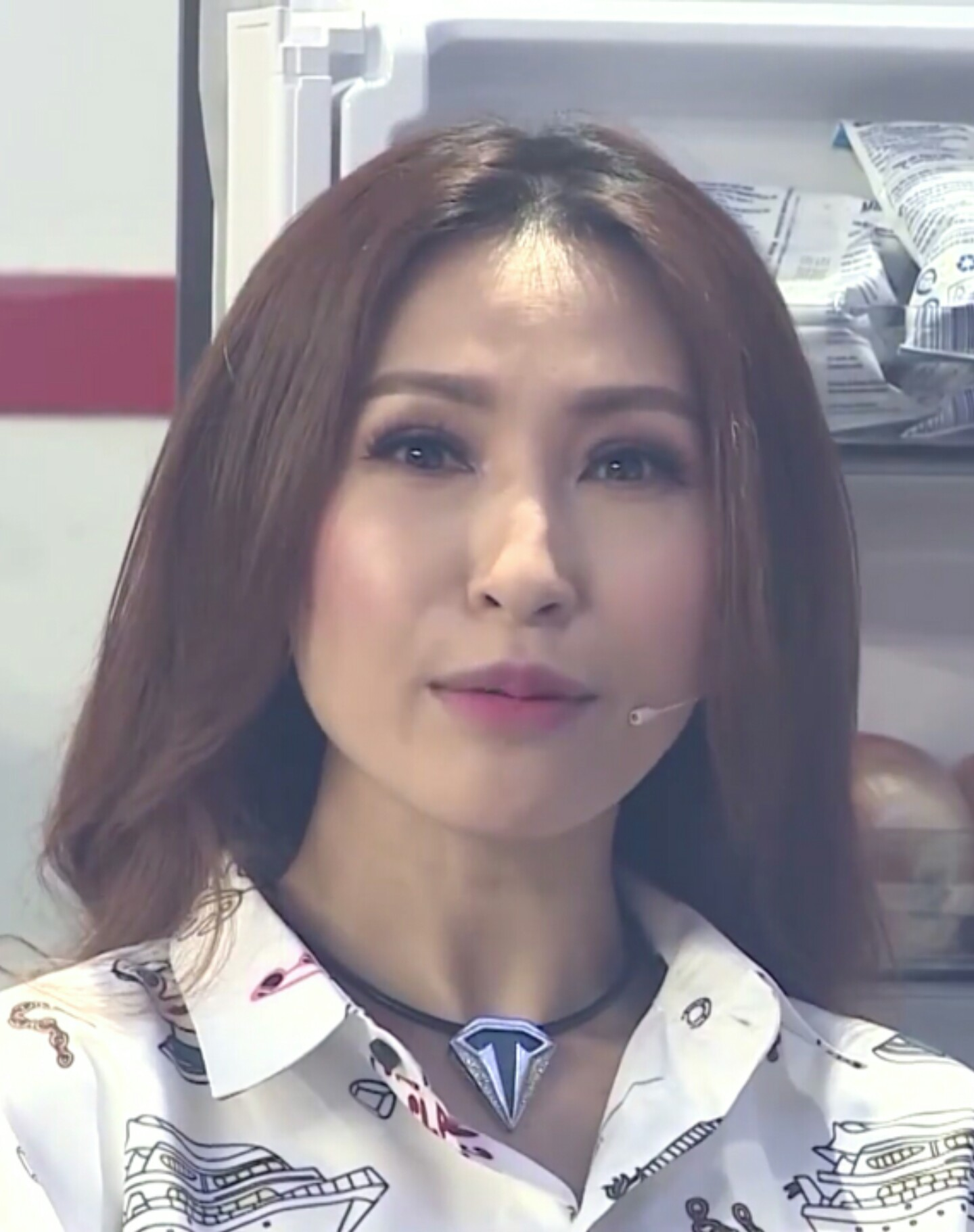
"Teen vọng cổ" là one-hit wonder của Vĩnh Thuyên Kim, không chỉ giúp cô trở thành một trong những ca sĩ đắt show nhất mà còn là bài hát gắn liền với sự nghiệp của cô.

Là bản hit duy nhất trong suốt nhiều năm ca hát, "Teen vọng cổ" được công nhận là bài hát gắn liền với tên tuổi của Vĩnh Thuyên Kim và giúp cô trở thành một trong những ca sĩ "đắt show" nhất lúc đó. Bài hát cũng trở thành "huyền thoại" trong sự nghiệp của Vĩnh Thuyên Kim khi đem về cho cô giải "Nữ ca sĩ triển vọng" tại Zing Music Awards. Đây còn là ca khúc "tuổi thơ" đối với các thế hệ người nghe 8X, 9X. Dù bị nói rằng tất cả sự nghiệp của Vĩnh Thuyên Kim đều đi lên nhờ bài hát, nữ ca sĩ đã phủ nhận điều này. Tuy nhiên trong talkshow Chuyện cuối tuần trên kênh VTV9, cô thú nhận bản thân mua được "một căn nhà" nhờ "Teen vọng cổ".
Dựa vào độ nổi tiếng của bài hát mà Vĩnh Thuyên Kim đã được mời đóng vai diễn trong Bóng ma học đường – bộ phim 3D đầu tiên của điện ảnh Việt Nam, nhưng sau đó phải xin rút vai vì bận lịch trình riêng. Năm 2011, cô ra mắt album mới 270° Change, trong đó ca khúc "Ầu ơ ví dầu", cũng do nhạc sĩ Anh Khôi sáng tác, được cho là lấy cảm hứng từ bài hát.
Nhiều người đã tạo ra các clip hát lại nhạc cũng như chế nhạc từ "Teen vọng cổ", thu hút sự quan tâm của người xem. Một số ca khúc sau này cũng bắt chước theo phong cách bài hát nhưng đều không thành công và ít được chú ý. Bài hát từng được chế lại trong chương trình Gặp nhau cuối năm 2011, với tiết mục biểu diễn thể hiện bởi Tự Long. Một liveshow của danh hài Nhật Cường đã chế tên và lời bài hát thành "Teen cá độ" nhằm giúp những "dân hâm mộ banh bóng và cá độ đá banh [...] ý thức hơn trước đam mê của mình". Ca khúc còn xuất hiện trong clip nhạc chế của Hậu Hoàng vào năm 2018. Một TVC của thương hiệu mì Kokomi đã chế lại lời ca khúc để quảng cáo sản phẩm, với Tấn Beo là người diễn chính.
Sau khoảng 10 năm kể từ khi ra mắt, bài hát bất ngờ nổi tiếng trở lại khi một bản hát với sự trình diễn của hai cô gái trong bộ đồ kimono được chia sẻ rộng rãi trên mạng. Trước đó năm 2017, thí sinh Phạm Huyền Trâm trong chương trình Đường đến danh ca vọng cổ đã biến tấu bài hát theo hướng "tân cổ" nhiều hơn. Tiết mục này thành công "gây ấn tượng" khi "vừa nhảy múa, vừa thể hiện nét nhí nhảnh của cô gái tuổi teen, vừa ca vọng cổ hơi dài". "Teen vọng cổ" được thể hiện một lần nữa vào năm 2020 bởi hai ca sĩ Quốc Đại và Long Nhật tại Chinh phục thần tượng; khi đó Vĩnh Thuyên Kim làm giám khảo chủ đề của chương trình. Đến năm 2021, bản rap "Teen Rap Việt" do rapper Freaky sáng tác dựa trên ca khúc đã được trình diễn tại chương trình Rap Việt mùa 2. Năm 2022, Tiên Cookie tiếp tục làm mới lại bài hát trong show âm nhạc Biển của hy vọng và Hòa Minzy là người thể hiện ca khúc.

## Bài hát ăn theo
Sau sự thành công của ca khúc, Vĩnh Thuyên Kim cho ra mắt tiếp một bài hát ăn theo có tựa đề "Teen vọng cổ 2", với cùng một giai điệu nhưng phần lời khác biệt. Don Nguyễn cũng hợp tác cùng NSƯT Thành Lộc trong ca khúc "Vọng cổ Geisha" do Trần Anh Khôi sáng tác và Vĩnh Thuyên Kim hát, theo đó Don hóa trang thành một geisha trong bộ đồ kimono, đội mũ bảo hiểm, quạt và phân thân thành nhiều bản sao. MV bài hát sau khi phát hành trên mạng đã nhanh chóng "gây bão" người nghe.
Cả hai bài hát ăn theo đều nhận phải những phản ứng tiêu cực từ báo chí. Bài viết của trang Dân trí đã chỉ trích "Vọng cổ Geisha" khi "trộn loạn xạ tiếng Việt – tiếng Anh" và "quăng" vào tai người nghe một mớ ngôn từ vô cùng lảm nhảm", trong khi báo Công an nhân dân lại "hú hồn" và "chết khiếp" với lời của ca khúc. Tờ Tuổi Trẻ thì bày tỏ sự "bó tay" và "hiểu chết liền" với ca từ của hai ca khúc, đồng thời phê phán nhạc sĩ khi tiếp tục đảm nhận vai trò sáng tác cho các bài "vọng cổ" như "đánh đố người nghe".

## Giải thưởng
| Năm  | Giải thưởng       | Hạng mục               | Kết quả   | Tham khảo           |
| ---- | ----------------- | ---------------------- | --------- | ------------------- |
| 2010 | Zing Music Awards | Top 10 ca khúc của năm | Đoạt giải | [ 4 ] [ 19 ] [ 39 ] |